# هوغو لوريس
أوغو يوريس (بالفرنسية: Hugo Lloris)‏ (26 ديسمبر 1986 في نيس) حارس مرمى فرنسي يلعب حاليًا لصالح لوس أنجلوس الأمريكي بعدما انتقل إليه قادمًا من توتنهام هوتسبير. يعتبر الحارس احد أقوى حراس المرمى في العالم و منتخب فرنسا

## المسيرة الرياضية
بدأ مسيرته الرياضية بالنادي الأشهر في مدينته وهو نيس . بعدما أمضى 3 سنوات في الفريق الرديف تم ترقيته إلى الفريق الأول وتم تسليمه القميص رقم 1 . شارك للمرة الأولى في 19 مارس 2006 عندما كان يبلغ من العمر 19 سنة أمام فريق رين واستطاع أن يحافظ على نظافة شباكه وأن يقود فريقه للفوز بنتيجة 1-0 . شارك في 4 مباريات في ذلك الموسم . في الموسم التالي تم تفضيل لوريس على حارس المرمى المفضل لدى مشجعي النادي وهو داميان غريغوريني مما أدى إلى غضب الأخير وقراره بترك نادي نيس والانتقال إلى نادي نانسي . شارك لوريس في 37 مباراة في بطولة الدوري محافظا على نظافة شباكه في 13 مباراة . بسبب أدائه العالي المستوى استطاع أن يجذب اهتمام العديد من الأندية الأوروبية الكبيرة . قدم لوريس في الموسم الذي تلاه 2007/2008 أداء عالي مجددا مما جعل الجميع يتساءل في نهاية ذلك الموسم عن وجهته المقبلة . وكانت أبرز الأندية الراغبة في التعاقد معه هي ليون و ميلان وتوتنهام هوتسبر الذين يرغبون حلول لوريس مكان غريغوري كوبيه وديدا وبول روبنسون على التوالي . على الرغم من توصل لوريس إلى اتفاق على البنود الشخصية في العقد مع مسئولي نادي ميلان إلا أنه قرر في اللحظة الأخيرة أن ينبذهم من أجل الالتحاق بنادي ليون حامل لقب بطولة دوري الدرجة الأولى الفرنسي لسبع مواسم متتالية . وأوضح لوريس أن سبب اتخاذ قراره بالانتقال إلى نادي ليون يعود إلى طموحه الأوروبي وأنه سيجد الفرصة كاملة في المشاركة أساسيا بينما سيتوجب عليه القتال من أجل حجز مكان له في تشكيلة فريق ميلان الأساسية . وبلغت قيمة صفقة انتقال لوريس 8.5 مليون يورو وتم تسليمه القميص رقم 1 وحجز مسبقا مكانه في التشكيلة الأساسية .
تم اعتبار لوريس بالإضافة إلى حارس مرمى فريق مرسيليا ستيف مانداندا حراس المستقبل للمنتخب الفرنسي نظرا لسنهما الصغير وموهبتهما الكبيرة . استلم دعوته الأولى للمشاركة في صفوف منتخب فرنسا في 6 فبراير 2008 لمواجهة منتخب إسبانيا . ولكن لسبب غير معروف تم إنزاله لصفوف المنتخب الرديف الذي خاض لقاء ودي أمام منتخب الكونغو الديمقراطية في اليوم السابق لمواجهة الإسبانيين . واستطاع أخيرا أن يشارك للمرة الأولى في مباراة دولية مع منتخب فرنسا أمام منتخب الأوروغواي وديا في 19 نوفمبر 2008 وانتهت المباراة بالتعادل السلبي بدون أهداف .

## وصلات خارجية
- هوغو لوريس على موقع IMDb (الإنجليزية)
- هوغو لوريس على موقع ألو سيني (الفرنسية)
- هوغو لوريس على موقع ميوزك برينز (الإنجليزية)
- هوغو لوريس على موقع قاعدة بيانات الفيلم (الإنجليزية)
- هوغو لوريس على موقع الاتحاد الدولي (مؤرشف)  (الإنجليزية)
- هوغو لوريس على موقع الاتحاد الأوربي (الإنجليزية)
- هوغو لوريس على موقع رابطة كرة القدم الفرنسية للمحترفين (الإنجليزية)
- هوغو لوريس على موقع الدوري الأمريكي (الإنجليزية)
- هوغو لوريس على موقع إي إس بي إن إف سي (الإنجليزية)
- هوغو لوريس على موقع قاعدة بيانات كرة القدم.إي يو (الإنجليزية)
- هوغو لوريس على موقع ليكيب (الفرنسية)
- هوغو لوريس على موقع ناشيونال فوتبول تيمز (الإنجليزية)
- هوغو لوريس على موقع Soccerbase.com (لاعب) (الإنجليزية)
- هوغو لوريس على موقع Soccerway.com (الإنجليزية)